# Giải vô địch bóng đá U-16 nữ Đông Nam Á 2009
Giải vô địch bóng đá U-16 nữ ASEAN 2009 được tổ chức tại Myanmar từ 9 đến 18 tháng 10 năm 2009.

## Vòng bảng
Giờ thi đấu là giờ địa phương (UTC+06:30).

### Bảng A
| Đội       | Tr | T | H | B | BT | BB | HS  | Đ |
| --------- | -- | - | - | - | -- | -- | --- | - |
| Thái Lan  | 3  | 2 | 1 | 0 | 32 | 0  | +32 | 7 |
| Myanmar A | 3  | 2 | 1 | 0 | 23 | 0  | +23 | 7 |
| Malaysia  | 3  | 1 | 0 | 2 | 2  | 33 | −31 | 3 |
| Indonesia | 3  | 0 | 0 | 3 | 1  | 25 | −24 | 0 |

| Malaysia | 0 – 15 | Myanmar A |
| -------- | ------ | --------- |
|          |        |           |

| Thái Lan | 15 – 0 | Indonesia |
| -------- | ------ | --------- |
|          |        |           |

| Myanmar A | 0 – 0 | Thái Lan |
| --------- | ----- | -------- |
|           |       |          |

| Indonesia | 1 – 2 | Malaysia |
| --------- | ----- | -------- |
|           |       |          |

| Myanmar A | 8 – 0 | Indonesia |
| --------- | ----- | --------- |
|           |       |           |

| Malaysia | 0 – 17 | Thái Lan |
| -------- | ------ | -------- |
|          |        |          |

### Bảng B
| Đội         | Tr | T | H | B | BT | BB | HS  | Đ |
| ----------- | -- | - | - | - | -- | -- | --- | - |
| Úc          | 3  | 3 | 0 | 0 | 31 | 0  | +31 | 9 |
| Việt Nam    | 3  | 2 | 0 | 1 | 16 | 5  | +11 | 6 |
| Myanmar B   | 3  | 1 | 0 | 2 | 5  | 18 | −13 | 3 |
| Philippines | 3  | 0 | 0 | 3 | 1  | 30 | −29 | 0 |

| Việt Nam                                                                               | 5 – 0    | Myanmar B |
| -------------------------------------------------------------------------------------- | -------- | --------- |
| - Vũ Thị Thuý 4' - Phan Thị Trang 2 bàn - Nguyễn Thị Tuyết Dung 74' - Phạm Hải Yến 89' | Chi tiết |           |

| Philippines | 0 – 14 | Úc |
| ----------- | ------ | -- |
|             |        |    |

| Myanmar B | 5 – 1 | Philippines |
| --------- | ----- | ----------- |
|           |       |             |

| Úc                                        | 5 – 0    | Việt Nam |
| ----------------------------------------- | -------- | -------- |
| - Bolger - Foord - Friend - ? 52' - ? 58' | Chi tiết |          |

| Myanmar B | 0 – 12 | Úc |
| --------- | ------ | -- |
|           |        |    |

| Việt Nam | 11 – 0 | Philippines |
| -------- | ------ | ----------- |
|          |        |             |

## Vòng đấu loại trực tiếp

### Bán kết
| Thái Lan                                         | 3 – 0    | Việt Nam |
| ------------------------------------------------ | -------- | -------- |
| - Onlamul 31' - Kongthip 54' (ph.đ.) - Prapaporn | Chi tiết |          |

| Úc | 6 – 1 | Myanmar A |
| -- | ----- | --------- |
|    |       |           |

### Tranh hạng ba
| Việt Nam                                            | 3 – 0   | Myanmar A |
| --------------------------------------------------- | ------- | --------- |
| Nguyễn Thị Tuyết Dung 46', 62' · Nguyễn Thị Huế 70' | Báo cáo |           |

### Chung kết
| Thái Lan | 0 – 8   | Úc                                                                                              |
| -------- | ------- | ----------------------------------------------------------------------------------------------- |
|          | Báo cáo | Whitfield 45+2' · Foord 65', 90' · Kerr 67', 83' · Makrillos 75' · Allen 88' · van Egmond 90+2' |